# Dril
El dril (Mandrillus leucophaeus) és un primat africà.

## Classificació: taxonomia i descripció
Pertany a l'ordre dels Primats; subordre: Anthropoidea; superfamília: Cercopithecoidea; família: Cercopithecidae; subfamília: Cercopithecinae; i Gènere: Mandrillus. (Napier & Napier, 1967; Groves, 1993). Groves, deixa clar que Mandrillus en cap cas no es pot considerar com un sinònim de Papio i el considera un gènere de ple.
Són animals robustos, d'un pelatge gris-oliva i amb una petita cua. Tenen un alt grau de dimorfisme sexual: els mascles doblen les femelles en massa corporal i mida dels ullals. Els mascles poden arribar a pesar uns 35 kg i fan uns 70 cm de llargada. Tenen 42 cromosomes. El període de gestació és d'uns 185 dies.
S'han descrit dues subespècies de drils: Mandrillus leucophaeus leucophaeus i Mandrillus leucophaeus poensis. Els drils de continent (Nigèria i Camerun) pertanyen a la subespècie de Mandrillus leucophaeus leucophaeus, mentre que, als drils de l'illa de Bioko, se'ls considera una subespècie endèmica: Mandrillus leucophaeus poensis. Es diferencien dels del continent perquè són una mica més petits, tenen una coloració groguenca al pelatge, en comptes de gris i, ostenten una barba prima al voltant de la mandíbula, cosa que els dona una forma més arrodonida del cap (Boer, 1987).
Aquestes diferències, però, es basen en descripcions comparatives amb una mostra de subjectes reduïda. Caldria fer-ne un estudi comparatiu de més qualitat, amb una mostra més gran i incloent-hi proves genètiques.

## Distribució
Se sap que el dril (Mandrillus leucophaeus) és l'espècie d'extensió geogràfica més limitada dels primats africans. Només se'ls troba entre el riu Sanaga -al sud-est del Camerun (Sabater Pi, 1972) i el riu Cross -al sud-est de Nigèria i a l'illa de Bioko, en una àrea natural de 50.000 km² (Gadsby & Jenkins, 1998).
Tant a Nigèria com a Bioko estan propers a l'extinció, ja que la població ha davallat dramàticament en els últims anys, a causa de l'abús en la caça i a la destrucció del seu hàbitat, cosa que el fa figurar com a CITES 1. S'estima que queden uns 3.000 individus entre continent i l'illa (Gadsby et al., 1994).

## Hàbitat
Els drils habiten a la pluvisilva tropical, tant litoral com de muntanya, en boscos secundaris madurs, infreqüentment en boscos secundaris joves i mai en camp obert lluny del bosc. El dril freqüenta espessos boscos en terreny escabrós.
A Bioko, es troben a les zones més inaccessibles de l'illa. Tots els contactes que s'han establert es donen en àrees d'entre 0 a 1.000 m d'altitud, tot i que els caçadors informen que se'ls pot trobar fins a 1.500 m a Río Osa (Butynski & Koster, 1989; González-Kirchner,1990).

## Característiques biològiques
Els mascles són considerablement més grans i pesants (mascles 25-35 kg, femelles 12-15 kg) que les femelles. Ambdós sexes tenen uns morros amb protuberàncies prominents, longitudinals, fusiformes i rugoses; els ulls enfonsats i les orelles negres. Tenen una petita cua d'uns 8 cm. El pelatge és d'un color verd oliva i la màscara negre atzabeja. La barba i la cresta de les galtes és blanca. La regió perineal en els mascles mostra una coloració viva i intensa (més acolorida que la dels mandrils), a base de colors lilacis, rosa i blau. La protuberància sexual (sexual swelling) en les femelles s'assembla a la del Cercocebus  i és relativament despigmentada. Tenen les callositats isquials roses (Napier & Napier, 1967; Cox, 1997).
Els mascles presenten al morro unes protuberàncies òssies molt marcades, amb uns ullals especialment espectaculars. Tenen el pèl del coll, la barba i la pitrera molt més llarg que no pas les femelles amb glàndules per efectuar marcatges. Segons Jouventin (1975), aquests marcatges en Mandrillus no estarien lligats a un marcatge territorial, sinó que tindrien quatre funcions bàsiques:
1. Reafirmar l'estatus de dominància i allunyar els mascles rivals.
2. Facilitar l'orientació dins de l'àrea vital.
3. Prevenir les trobades entre els individus o altres grups.
4. Facilitar el reagrupament del grup.

	Són animals quadrúpedes amb planta digitígrada en ambdós membres anteriors. Les mans són prènsils amb el polze oposable, cosa que els permet una bona diferenciació entre la prensió de precisió i l'aferratge.
	Recents investigacions genètiques mostren que el gènere Mandrillus és més proper al gènere Cercocebus que no al Papio (Inagaki and Yamashita, 1994).
	Els drils presenten el grup sanguini A com els humans. La substància de Lewis és absent a la saliva.
	El rècord de longevitat és de 34 anys, en un zoològic.

## Alimentació

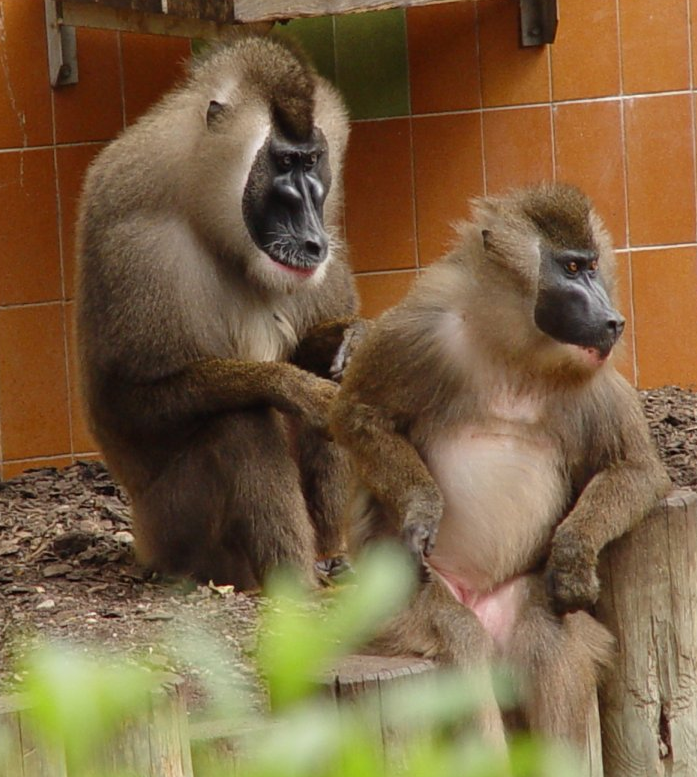
Mascle i femella

Són considerats omnívors (Struhsaker, 1972), ja que consumeixen una gran varietat de material vegetal i animal. Mengen fruits, com els dels Ficus sp. o "banga" (Elaeis guineensis) que és el fruit oval d'aquesta palmera oleaginosa d'uns 3 a 5 cm de llarg i agrupats en denses infructescències esfèriques; llavors, plantes terrestres, arrels herbàcies del terra del bosc i tèrmits. S'han trobat excavacions de diversos cm del terra del bosc, arrencant-ne la vegetació, en una àrea amb la zona central amb fragments de niu de [tèrmits] (Schaaf et al., 1990).
Busquen i mengen els crustacis dels rierols de Bioko, cargols gegants de terra (coincidint amb Gartlan, 1970) i poden espellofar i trencar cocos (Schaaf et al., 1990). Butynski & Koster (1989) expliquen que els caçadors han vist drils desenterrant i menjant-se ous de tortuga marina que busquen a les platges. També se sap que mengen carn de [vertebrats], ja que responen als crits llançats pels caçadors locals que imiten els crits agònics d'un [antílop] del bosc (Cephalophus sp.) (Schaaf et al., 1990), els Cercopithecus pogonias i els crits agònics d'antílops (Cephalophus ogilbyi), que són els vertebrats terrestres salvatges més grans de l'illa, als quals se suposa que poden arribar a caçar i menjar (Butynski & Koster, 1989). Se suposa, però, que els drils maten només els antílops que estan desemparats o incapacitats (els que han caigut a les trampes dels caçadors), ja que se'ls ha vist menjar junts ambdues espècies sense cap mena de tensió. Aquesta depredació és considerada oportunista i possiblement infreqüent (Schaaf et al., 1990). Kudo & Mitani (1985), exposen un cas de depredació d'una parella de mandrils sobre un Cephalophus dorsalis.

## Reproducció
Els mascles són fèrtils a partir del sis anys i les femelles, a partir dels tres. El cicle menstrual en les femelles és de 33 dies, durant els quals va apareixent una inflamació de la zona perianal progressiva fins que són receptives. L'embaràs dura aproximadament sis mesos, 179–183 dies, segons Böer, 1985. El període internaixements és d'entre 17–19 mesos. La fase reproductora de les femelles dura fins als 20 anys, durant els quals poden arribar a criar 12 cries (en les condicions d'un ambient controlat d'un zoològic). Les cries mamen fins als 15 mesos; als vuit mesos, la màscara de la cara canvia del blanc al negre; i, als 18 mesos s'integren de ple a la jerarquia social adulta.

## Ritme d'activitat
Tenen un ritme d'activitat diürn. Són animals semiterrestres que, principalment, viuen arran de terra, però que mengen i dormen als arbres.
Al cas dels mandrils, s'ha observat que l'àrea vital és d'uns 50 km². No són territorials i diferents àrees vitals de diferents grups es poden solapar. Recorren una distància d'uns 2.5 km al dia, en funció de l'estació, buscant menjar (Hoshino et al., citat a Terdal, 1996); segons Jouventin, aproximadament uns 8 km. Sembla que, en situacions d'alarma o difícil visibilitat, el grup es manté més cohesionat (Gartlan, 1970). Segons Jouventin (1975), a la nit acostumen a dormir junts al mateix arbre. El mascle deu triar el lloc per dormir; cap a les 6–7 h deu baixar de l'arbre i deu dedicar-se a menjar per la zona; a les 9 h deu començar el desplaçament; entre 12-12.30 h deuen reposar i els joves i cries deuen jugar i investigar per la zona (és molt important el paper del mascle subadult en aquesta fase del dia, segons Gartlan); es desplacen fins a les 15–16 h en què alenteixen la marxa fins a les 17–18 h que deuen triar un lloc per dormir.
En progressar, els mascles subadults o adults joves obren el camí, mentre el mascle dominant es queda a la rereguarda emetent el típic crit de cohesió 2-phase grunt. El mascle adult dominant, amb la seva coloració posterior viva, actua com un far, que lluu entre les ombres del bosc dens i l'identifica com a líder del seu grup. Les femelles, juntament amb les cries, empren la major part del temps pujant i baixant dels arbres a la recerca d'aliment. Mentrestant, els mascles, pel fet de ser molt més pesats i, per tant, no tan àgils, passen la major part dels temps arran de terra ocupats en la vigilància i menjant-se els fruits que deixen caure la resta del grup des dels arbres (Gartlan, 1970; Jouventin, 1975). Així mateix, són els encarregats d'efectuar els marcatges, en refregar les glàndules que tenen al pit i a la barbeta. Schaaf et al. (1990) creuen que els drils de l'illa, en no tenir tants depredadors terrestres com en el continent, podrien ser més terrestres que no els de continent. En tot cas és una teoria que caldria contrastar.